# Hollie Stevens
Hollie Stevens (Kansas City, Missouri, 1982. január 4. – San Francisco, Kalifornia, 2012. július 3.) AVN Award díjas amerikai pornószínésznő, modell, kick-box sportoló, festő, lemezlovas.

## Élete
Hollie Stevens 1982. január 4-én született Kansas Cityben, Missouri államban, az Amerikai Egyesült Államokban. Pályafutását 2000-ben kezdte erotikus táncosnőként. Három évvel később, 2003-ban felhagyott a táncolással és a pornográfia felé fordult. Több mint 170 filmben szerepelt, köztük a The Violation of Jessica Darlin címűben, amiért 2004-ben elnyerte az Adult Video News (AVN) díját "A legjobb csak nőkből álló jelenet" kategóriában. Szintén 2004-ben AVN Awards díjra jelölték a The Bachelor című filmben nyújtott szerepléséért, ám ezt végül nem ő nyerte meg.
Sokszor szerepelt a hírhedt Girls & Corpses erotikus horror-vígjáték magazin címlapján.
Stevens-nek nem csak erotikus tartalmú munkái voltak. Modellkedett, kick-boxolt, festett, lemezlovasként dolgozott, élő vizuális effekteket készített, és előadóművészként is sikereket ért el.

## Betegsége, és halála
2011-ben emlőrákkal diagnosztizálták, és még ebben az évben eltávolították a mellét. 2012 júniusában férjhez ment Eric Cashhez, de esküvőjük után pár nappal kiderült, hogy a daganat átterjedt az agyára. Hollie Stevens egy hónappal később, 2012. július 3-án San Franciscóban hunyt el.